# Schlacht bei Linnich
Die Schlacht bei Linnich (auch Hubertusschlacht) war eine Schlacht auf dem Gebiet der heutigen Stadt Linnich im Kreis Düren. 

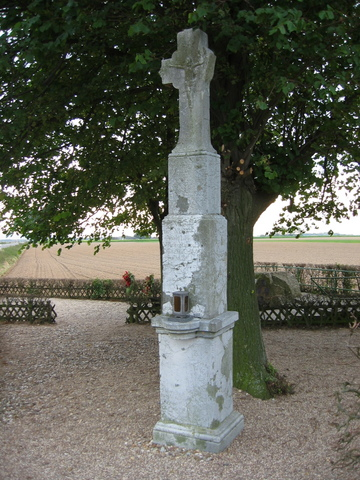
Hubertuskreuz

Die Schlacht fand am 3. November 1444, dem Namensfest des Hl. Hubertus statt. Im Zweiten Geldrischen Erbfolgekrieg errang Herzog Gerhard von Jülich-Berg in dieser Schlacht den Sieg über Arnold von Egmond, den Herzog des Herzogtums Geldern. Aus Dank und als Erinnerung an den Kampf stiftete Gerhard den Hubertusorden nach dem Vorbild des Goldenen Vlieses des burgundischen Herzogs Philipps des Guten. Die Verehrung des Heiligen Hubertus im Rheinland nahm seit dieser Zeit stark zu.
Im Frieden von Dülken verzichtete Gerhard dennoch auf seinen erhoben Erbanspruch und verkaufte ihn später an den Herzog von Burgund.